# Vila Verde (Felgueiras)
Vila Verde is een plaats (freguesia) in de Portugese gemeente Felgueiras en telt 714 inwoners (2001).